# Jacques Lévine
Jacques Lévine, né Isaac Lévine le 4 juin 1923 à Eu (Seine-Maritime) et mort le 23 octobre 2008 à Paris 18e, est un psychologue et psychanalyste français.

## Biographie
Étant d’une famille d’origine juive polonaise, il doit se cacher en Dordogne pendant l’Occupation. Après la guerre, il reprend ses études à Paris où il rejoint le Parti communiste français qu'il quitte lors de la révélation du Complot des blouses blanches. Henri Wallon est son directeur de recherche au CNRS.
Son intérêt pour l’enfance est renforcé par son travail de consultant en psychologie à l’hôpital Necker-Enfants malades. En 1973, il crée un groupe d’analyse de la pratique pour les enseignants, inspiré des travaux de Michael Balint, puis il fédère ces groupes en 1993 dans l’Association des Groupes de Soutien au Soutien (AGSAS).
En 1996, Jacques Lévine fonde les Ateliers philosophie avec une institutrice de maternelle, Agnès Pautard, et un inspecteur de l’Éducation Nationale, Dominique Sénore. Ces ateliers se déroulent pendant le temps scolaire, dans des classes maternelles et élémentaires, parfois en collège. Ils sont caractérisés par le fait qu’il ne s’agit pas d’un enseignement de la philosophie, mais d’une préparation à la pensée philosophique. Suivant la même démarche, Jacques Lévine lance en 2002 les Ateliers psycho avec Michèle Sillam, professeure de mathématiques en collège. Il recommande l'étayage institutionnel du recours à une famille imaginaire pour remplacer toutes les familles cassées. 
Jusqu’à la fin de sa vie, Jacques Lévine milite pour l’amélioration du sort fait aux enfants à l’école. Son dernier texte, écrit le 3 octobre 2008, s’oppose à la disparition des aides spécialisées à l’école.
Le 23 mai 2009, un hommage solennel lui est rendu au Sénat.
Jacques Lévine était également père de quatre enfants.

## Publications
- Jacques Lévine, Jeanne Moll et al., Je est un autre : pour un dialogue pédagogie-psychanalyse, Issy-les-Moulineaux, ESF, 2011 (2000 -1e éd.), 311 p. (ISBN 978-2-7101-2337-8).
- Jacques Lévine et Michel Develay, Pour une anthropologie des savoirs scolaires : de la désappartenance à la réappartenance, Issy-les-Moulineaux, ESF, coll. « Pratiques et enjeux pédagogiques », 9 octobre 2003, 128 p. (ISBN 978-2-7101-1628-8).
- Jacques Lévine, Geneviève Chambard, Michèle Sillam et Daniel Gostain, L'enfant philosophe, avenir de l'humanité ? : ateliers AGSAS de réflexion sur la condition humaine, ARCH, Issy-les-Moulineaux, ESF éd, coll. « Pédagogies », 2 octobre 2008, 165 p. (ISBN 978-2-7101-1980-7).
- Prévenir les souffrances à l’école (avec Jeanne Moll), ESF éditeur, 2009
- Jacques Lévine, « Pédagogie-psychologie : mariage en vue ? », Réflexion pédagogique, des textes pour approfondir, sur OCCE de la Drôme (consulté le 23 août 2017).
- Jeanne Moll, « Hommage à Jacques Lévine », Cahiers pédagogiques, vol. Actualité éducative, no 469,‎ janvier 2009 (lire en ligne, consulté le 23 août 2017).